# Hova
För andra betydelser, se Hova (olika betydelser).

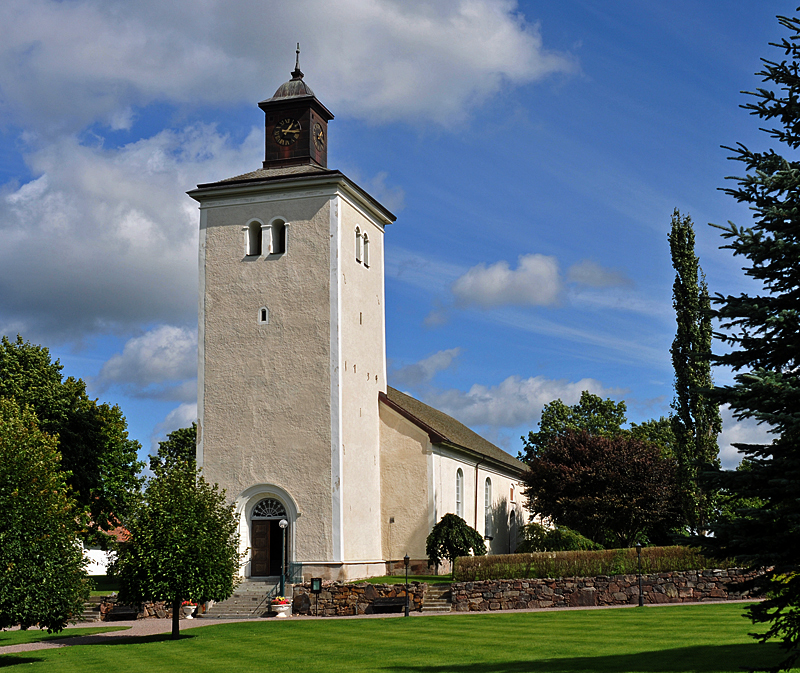
Hova kyrka 2012

Hova är en tätort i Gullspångs kommun och centralort i kommunen med dess centrala förvaltning, samt kyrkbyn i Hova socken. Hova är kommunens näst största tätort efter Gullspång och är belägen, cirka 20 km söder om Gullspång, 20 km norr om Töreboda och 30 km nordost om Mariestad. Orten genomfars av E20 samt länsväg 200 och har station på Kinnekullebanan. Den var även tingsställe för Hova tingslag till och med 1923.

## Historia
Slaget vid Hova inträffade 14 juni 1275. Utanför Hova kyrka, intill E20, står ett minnesmärke över ovannämnda slag, och i juli genomförs till minne den årliga riddarveckan, med Nordens största dagliga riddarkortege och tornerspel.
Den 23 juni 1723 inträffade en olycka som dokumenterades i skrift året därpå. En blixt slog ner i kyrkans torn som rasade och drog med sig västra gaveln. I olyckan omkom 24 personer, däribland prästens fru.

### Befolkningsutveckling
| Befolkningsutvecklingen i Hova 1960–2020 | Befolkningsutvecklingen i Hova 1960–2020 | Befolkningsutvecklingen i Hova 1960–2020 | Befolkningsutvecklingen i Hova 1960–2020 | Befolkningsutvecklingen i Hova 1960–2020 |
| ---------------------------------------- | ---------------------------------------- | ---------------------------------------- | ---------------------------------------- | ---------------------------------------- |
|                                          |                                          |                                          |                                          |                                          |
| År                                       |                                          |                                          | Folkmängd                                | Areal (ha)                               |
| 1960                                     | 1960                                     |                                          | 1 096                                    |                                          |
| 1965                                     | 1965                                     |                                          | 1 298                                    |                                          |
| 1970                                     | 1970                                     |                                          | 1 713                                    |                                          |
| 1975                                     | 1975                                     |                                          | 1 704                                    |                                          |
| 1980                                     | 1980                                     |                                          | 1 686                                    |                                          |
| 1990                                     | 1990                                     |                                          | 1 664                                    | 179                                      |
| 1995                                     | 1995                                     |                                          | 1 570                                    | 181                                      |
| 2000                                     | 2000                                     |                                          | 1 431                                    | 181                                      |
| 2005                                     | 2005                                     |                                          | 1 375                                    | 181                                      |
| 2010                                     | 2010                                     |                                          | 1 288                                    | 180                                      |
| 2015                                     | 2015                                     |                                          | 1 254                                    | 185                                      |
| 2020                                     | 2020                                     |                                          | 1 272                                    | 197                                      |
|                                          |                                          |                                          |                                          |                                          |

## Näringsliv
Skaraborgs enskilda bank öppnade ett kontor i Hova den 21 oktober 1902. Hova har också haft sparbankskontor och kontor för Föreningsbanken.
Swedbank lade ner kontoret i Hova år 2007. Den 31 maj 2012 stängde även Nordea sitt kontor, varefter orten saknade bankkontor.

## Kända personer från Hova
- Stikkan Anderson
- Andreas Andersson
- August Olsson
- Johan Bertilsson
- Axel Johan Fägerplan